# Jorge Armando Felix
Jorge Armando Felix GCMM • GCMD (Rio de Janeiro, 15 de fevereiro de 1939) é um general de exército e economista brasileiro, ex-ministro do Gabinete de Segurança Institucional da Presidência da República.
Foi declarado aspirante-a-oficial da arma da Artilharia em 1959, na Academia Militar das Agulhas Negras. É bacharel em ciências econômicas pela Faculdade de Ciências Econômicas do Rio de Janeiro.
No período de 19 de abril de 1999 a 21 de dezembro de 2000, comandou a 2.ª Divisão de Exército, em São Paulo.
Foi promovido a general-de-exército em 25 de novembro de 2000.
Admitido à Ordem do Mérito Militar no grau de Cavaleiro, foi promovido a Oficial em 1990, a Comendador em 1992, a Grande-Oficial em 1998 e a Grã-Cruz em 2001.
Nomeado ministro de Estado chefe do Gabinete de Segurança Institucional da Presidência da República em 2003, continuou no cargo durante os 2 mandatos do Presidente Lula. Em 2005, foi condecorado pelo mesmo com a maior distinção da Ordem do Mérito da Defesa, a Grã-Cruz suplementar.